# Lijst van voetbalinterlands IJsland - Verenigde Staten
Deze lijst van voetbalinterlands is een overzicht van alle officiële voetbalwedstrijden tussen de nationale teams van IJsland en de Verenigde Staten. De landen speelden tot op heden zeven keer tegen elkaar. De eerste ontmoeting, een vriendschappelijke wedstrijd, werd gespeeld in Reykjavik op 25 augustus 1955. Het laatste duel, eveneens een vriendschappelijke wedstrijd, vond plaats op 31 januari 2016 in Carson.

## Wedstrijden
| № | Plaats      | Datum            | Competitie        | Wedstrijd                  | Uitslag |
| - | ----------- | ---------------- | ----------------- | -------------------------- | ------- |
| 1 | Reykjavik   | 25 augustus 1955 | Vriendschappelijk | IJsland – Verenigde Staten | 3 – 2   |
| 2 | Reykjavik   | 3 september 1978 | Vriendschappelijk | IJsland – Verenigde Staten | 0 – 0   |
| 3 | St. Louis   | 8 april 1990     | Vriendschappelijk | Verenigde Staten – IJsland | 4 – 1   |
| 4 | Costa Mesa  | 17 april 1993    | Vriendschappelijk | Verenigde Staten – IJsland | 1 – 1   |
| 5 | Reykjavik   | 31 augustus 1993 | Vriendschappelijk | IJsland – Verenigde Staten | 0 – 1   |
| 6 | Chula Vista | 24 april 1994    | Vriendschappelijk | Verenigde Staten – IJsland | 1 – 2   |
| 7 | Carson      | 31 januari 2016  | Vriendschappelijk | Verenigde Staten – IJsland | 3 – 2   |

## Samenvatting
| Competitie        | Totaal gespeeld | Winst IJsland | Gelijk | Winst Verenigde Staten | Doelsaldo IJsland – Verenigde Staten |
| ----------------- | --------------- | ------------- | ------ | ---------------------- | ------------------------------------ |
| Vriendschappelijk | 7               | 2             | 2      | 3                      | 9 − 12                               |
| Totaal            | 7               | 2             | 2      | 3                      | 9 − 12                               |

## Details

### Eerste ontmoeting
| Vriendschappelijk (Reykjavik, IJsland, 25 augustus 1955): |              | |
| IJsland | 3 – 2        | Verenigde Staten |
| Þórður Þórðarson 35' Gunnar Guðmannsson 55' Gunnar Guðmannsson 85' | goals        | William Looby |
| Karl Guðmundsson | bondscoach   | Ernö Schwarz |
| Helgi Daníelsson Hreiðar Ársælsson Halldór Halldórsson Sveinn Teitsson Einar Halldórsson Guðjón Finnbogason Halldór Sigurbjörnsson Ríkharður Jónsson Þórður Þórðarson Gunnar Guðmannsson Þórður Jónsson | opstellingen | Donald Malinowski Harry Keough Herman Wecke Alfonso Marina Rolf Decker Walter Bahr Lloyd Monsen Derek Nash Ben Mclaughlin William Looby Eddie Murphy |
| - Debuut van Hreiðar Ársælsson (KR Reykjavík) en Þórður Jónsson (Í.A. Akraness) voor IJsland. |              | |

### Tweede ontmoeting
| Vriendschappelijk (Reykjavik, IJsland, 3 september 1978): |              | |
| IJsland | 0 – 0        | Verenigde Staten |
| | goals        | |
| Yuriy Ilyichov | bondscoach   | Walter Chyzowych |
| Þorsteinn Bjarnason Gísli Torfason Dýri Guðmundsson Róbert Agnarsson Árni Sveinsson Karl Þórðarson Hörður Hilmarsson 78' Janus Guðlaugsson Atli Eðvaldsson 78' Guðmundur Þorbjörnsson Pétur Pétursson | opstellingen | Arnold Mausser Colin Fowles Steve Pecher ??' Glenn Myernick Jim Pollihan Rick Davis Mark Liveric ??' Al Trost Gary Etherington Greg Villa Boris Bandov |
| Ingi Albertsson 78' Sigurður Björgvinsson 78' | wissels      | ??' Steve Ralbovsky ??' George Nanchoff |
| - Debuut van Þorsteinn Bjarnason (ÍBK), Dýri Guðmundsson (Valur), Róbert Agnarsson (Víkingur) en Sigurður Björgvinsson (ÍBK) voor IJsland.                                                            |              | |

### Derde ontmoeting
| Vriendschappelijk (Saint Louis, Verenigde Staten, 8 april 1990):        |       |                            |
| Verenigde Staten                                                        | 4 – 1 | IJsland                    |
| Steve Trittschuh 16' Eric Wynalda 30' Eric Wynalda 37' Bruce Murray 57' | goals | 85' (pen.) Pétur Pétursson |
| - Debuut van Haraldur Ingólfsson (Í.A. Akraness) voor IJsland.          |       |                            |

### Vierde ontmoeting
| Vriendschappelijk (Costa Mesa, Verenigde Staten, 17 april 1993):                    |       |                       |
| Verenigde Staten                                                                    | 1 – 1 | IJsland               |
| Peter Vermes 89'                                                                    | goals | 25' Hlynur Stefánsson |
| - Debuut van Ágúst Gylfason (Valur) en Arnar Gunnlaugsson (Feyenoord) voor IJsland. |       |                       |

### Vijfde ontmoeting
| Vriendschappelijk (Reykjavik, IJsland, 31 augustus 1993):                                                                      |       |                     |
| IJsland | 0 – 1 | Verenigde Staten    |
| | goals | 87' Earnest Stewart |
| - Debuut van Pétur Marteinsson (ÍF Leiftur), Helgi Sigurðsson (Fram Reykjavík) en Finnur Kolbeinsson (ÍF Fylkir) voor IJsland. |       |                     |

### Zesde ontmoeting
| Vriendschappelijk (Chula Vista, Verenigde Staten, 24 april 1994): |       |                                              |
| Verenigde Staten                                                  | 1 – 2 | IJsland                                      |
| Frank Klopas 47'                                                  | goals | 19' Helgi Sigurðsson 86' Bjarki Gunnlaugsson |
| - Debuut van Ólafur Adolfsson (Í.A. Akraness) voor IJsland.       |       |                                              |

### Zevende ontmoeting
| Vriendschappelijk (Carson, Verenigde Staten, 31 januari 2016): |       |                                                |
| Verenigde Staten | 3 – 2 | IJsland                                        |
| Jozy Altidore 20' Michael Orozco Fiscal 59' Steven Birnbaum 90' | goals | 13' Kristinn Steindorsson 48' Aron Sigurðarson |
| - Debuut van Diego Jóhannesson (Real Oviedo), Aron Elís Þrándarson (Aalesunds FK), Aron Sigurðarson (UMF Fjölnir) en Ævar Ingi Jóhannesson (KA Akureyri) voor IJsland. |       |                                                |

KSÍ · A-internationals · Bondscoaches · Statistieken · IJslands vrouwenelftal · Olympisch elftal · IJsland U21 · IJsland U20 · IJsland U19 · IJsland U18 · IJsland U17 · IJsland U16 · Vrouwen U17
1946 – 1949 · 1950 – 1959 · 1960 – 1969 · 1970 – 1979 · 1980 – 1989 · 1990 – 1999 · 2000 – 2009 · 2010 – 2019 · 2020 − 2029
EK 2016
WK 2018
1946 · 1947 · 1948 · 1949 · 1950 · 1951 · 1952 · 1953 · 1954 · 1955 · 1956 · 1957 · 1958 · 1959 · 1960 · 1961 · 1962 · 1963 · 1964 · 1965 · 1966 · 1967 · 1968 · 1969 · 1970 · 1971 · 1972 · 1973 · 1974 · 1975 · 1976 · 1977 · 1978 · 1979 · 1980 · 1981 · 1982 · 1983 · 1984 · 1985 · 1986 · 1987 · 1988 · 1989 · 1990 · 1991 · 1992 · 1993 · 1994 · 1995 · 1996 · 1997 · 1998 · 1999 · 2000 · 2001 · 2002 · 2003 · 2004 · 2005 · 2006 · 2007 · 2008 · 2009 · 2010 · 2011 · 2012 · 2013 · 2014 · 2015 · 2016 · 2017 · 2018 · 2019 · 2020 · 2021 · 2022 · 2023 · 2024
Albanië ·
Andorra ·
Argentinië ·
Armenië ·
Azerbeidzjan ·
Bahrein ·
België ·
Bermuda ·
Bolivia ·
Bosnië en Herzegovina ·
Brazilië ·
Bulgarije ·
Canada ·
Chili ·
China ·
Cyprus ·
Denemarken ·
DDR ·
Duitsland ·
El Salvador ·
Engeland ·
Estland ·
Faeröer ·
Finland ·
Frankrijk ·
Georgië ·
Ghana ·
Griekenland ·
Guatemala ·
Honduras ·
Hongarije ·
Ierland ·
India ·
Iran ·
Israël ·
Italië ·
Japan ·
Kazachstan ·
Koeweit ·
Kosovo ·
Kroatië ·
Letland ·
Liechtenstein ·
Litouwen ·
Luxemburg ·
Malta ·
Mexico ·
Moldavië ·
Montenegro ·
Nederland ·
Nigeria ·
Noord-Ierland ·
Noord-Macedonië ·
Noorwegen ·
Oeganda ·
Oekraïne ·
Oostenrijk ·
Peru · 
Polen ·
Portugal ·
Qatar ·
Roemenië ·
Rusland ·
San Marino ·
Saoedi-Arabië ·
Schotland ·
Slovenië ·
Slowakije ·
Sovjet-Unie ·
Spanje ·
Trinidad en Tobago ·
Tsjechië ·
Tsjecho-Slowakije ·
Tunesië ·
Turkije ·
Venezuela ·
Verenigde Arabische Emiraten ·
Verenigde Staten ·
Wales ·
Wit-Rusland ·
Zuid-Afrika ·
Zuid-Korea ·
Zweden ·
Zwitserland
Argentinië (2018) ·
Engeland (2016) · 
Hongarije (2016) ·
Kroatië (2018) ·
Nigeria (2018) · 
Portugal (2016)
USSF · A-internationals · Selecties · Bondscoaches · Amerikaans vrouwenelftal · Olympisch elftal · USA -21 · USA -20 · USA -19 · USA -18 · USA -17
1885 – 1919 · 
1920 – 1929 · 
1930 – 1939 · 
1940 – 1949 · 
1950 – 1959 · 
1960 – 1969 · 
1970 – 1979 · 
1980 – 1989 · 
1990 – 1999 · 
2000 – 2009 · 
2010 – 2019 ·
2020 − 2029
CA 1993 · 
CA 1995 · 
CA 2007 · 
CA 2016
CC 1992 · 
CC 1999 · 
CC 2003 · 
CC 2009
WK 1930 · 
WK 1934 · 
WK 1950 · 
WK 1990 · 
WK 1994 · 
WK 1998 · 
WK 2002 · 
WK 2006 · 
WK 2010 · 
WK 2014
OS 1904 · 
OS 1924 · 
OS 1928 · 
OS 1936 · 
OS 1948 · 
OS 1952 · 
OS 1956 · 
OS 1972 · 
OS 1984 · 
OS 1988 · 
OS 1992 · 
OS 1996 · 
OS 2000 · 
OS 2008
Algerije ·
Antigua en Barbuda ·
Argentinië ·
Armenië ·
Australië ·
Azerbeidzjan ·
Barbados ·
België ·
Belize ·
Bermuda ·
Bolivia ·
Bosnië en Herzegovina ·
Brazilië ·
Canada ·
Chili ·
China ·
Colombia ·
Costa Rica ·
Cuba ·
Curaçao ·
Denemarken ·
DDR ·
Duitsland ·
Ecuador ·
Egypte ·
El Salvador ·
Engeland ·
Estland ·
Finland ·
Frankrijk ·
Ghana ·
GOS ·
Grenada ·
Griekenland ·
Guatemala ·
Guyana ·
Haïti ·
Honduras ·
Hongarije ·
Ierland ·
IJsland ·
Iran ·
Israël ·
Italië ·
Ivoorkust ·
Jamaica ·
Japan ·
Joegoslavië ·
Kaaimaneilanden ·
Kameroen ·
Koeweit ·
Letland ·
Liechtenstein ·
Luxemburg ·
Malta ·
Marokko ·
Martinique ·
Mexico ·
Moldavië ·
Nederland ·
Nederlandse Antillen ·
Nicaragua ·
Nieuw-Zeeland ·
Nigeria ·
Noord-Ierland ·
Noord-Korea ·
Noord-Macedonië ·
Noorwegen ·
Oekraïne ·
Oezbekistan ·
Oman ·
Oostenrijk ·
Panama ·
Paraguay ·
Peru ·
Polen ·
Portugal ·
Puerto Rico ·
Qatar ·
Roemenië ·
Rusland ·
Saint Kitts en Nevis ·
Saint Vincent en de Grenadines ·
Saoedi-Arabië ·
Schotland ·
Servië ·
Slovenië ·
Slowakije ·
Sovjet-Unie ·
Spanje ·
Thailand ·
Trinidad en Tobago ·
Tsjechië ·
Tsjecho-Slowakije ·
Tunesië ·
Turkije ·
Uruguay ·
Venezuela ·
Wales ·
Zuid-Afrika ·
Zuid-Korea ·
Zweden ·
Zwitserland
Algerije (2010) ·
België (2014) ·
Brazilië (2009, 2) ·
Duitsland (2014) ·
Engeland (2010) ·
Ghana (2006) · 
Ghana (2014) · 
Italië (2006) · 
Nederland (2022) ·
Portugal (2014) ·
Slovenië (2010) ·
Tsjechië (2006)